# Bengt Wilhelm Carlberg

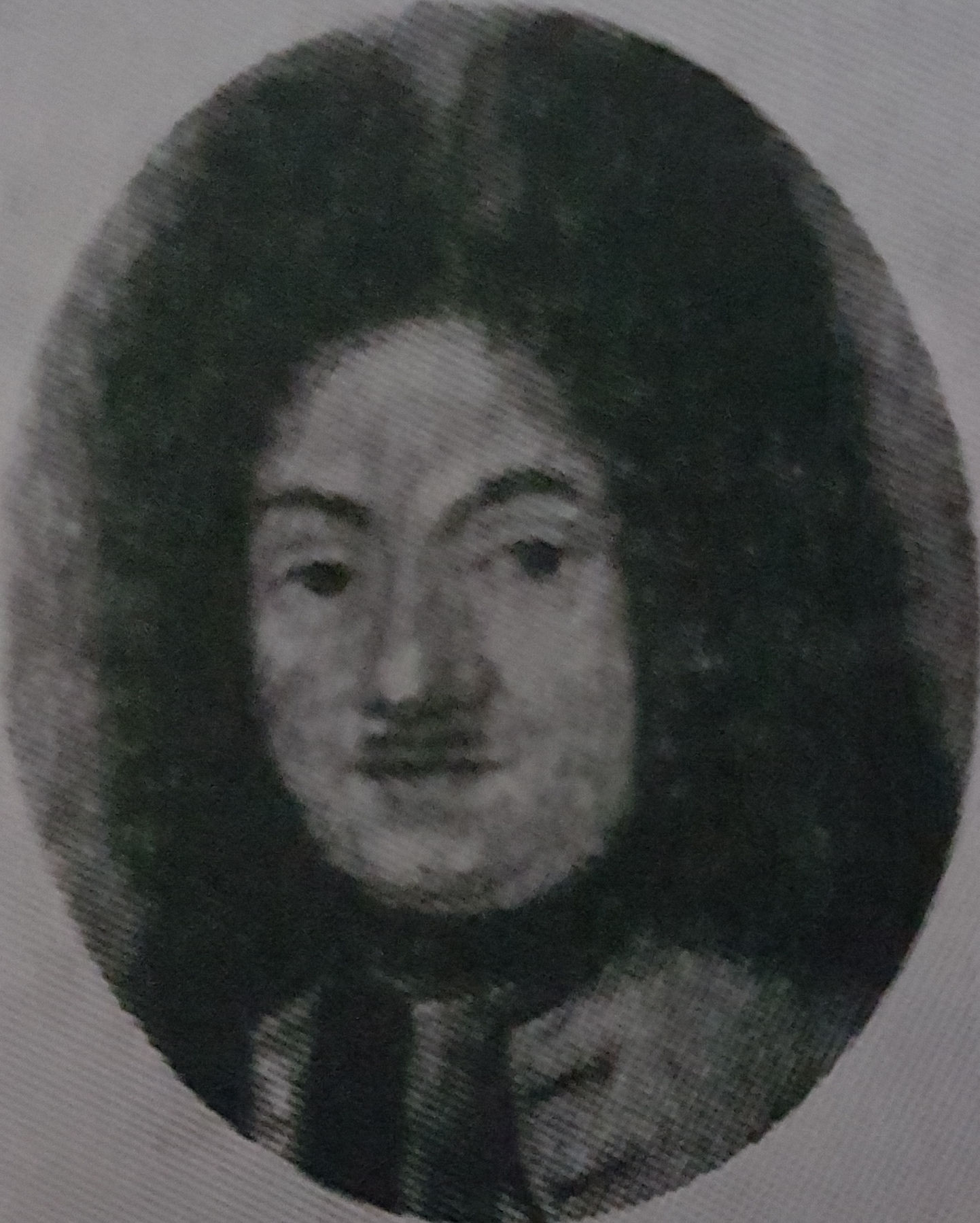
Bengt Wilhelm Carlberg

Bengt Wilhelm Carlberg (geboren am 15. Mai 1696 in Göteborg; gestorben am 31. Dezember 1778 in Lilla Torp, Örgryte församling, Västra Götalands län) war ein schwedischer Fortifikationsoffizier (Festungsoffizier), Baumeister, Stadtarchitekt und Stadtingenieur in Göteborg.

## Leben
Carlberg war ein Sohn, das 11. von 14 Kindern, des Bischofs Johan Carlberg (22. September 1638 – 15. Juli 1707) des Bistums Göteborg und dessen Frau Elisabeth Agnes (geborene Stroh oder Strohin; 11. September 1660 – 5. Mai 1717), Tochter eines deutschen Majors der Artillerie Johann Eberhard Stroh und dessen Frau Anna Elisabeth (geborene Wendelin, * um 1630; † 24. Februar 1717). Der Stockholmer Festungsoffizier und Stadtarchitekt Johan Eberhard Carlberg (24. Februar 1683 – 22. Oktober 1773) war sein älterer Bruder und Amtsvorgänger. Nach Beendigung seiner Schulzeit trat er zunächst als Freiwilliger in die Armee ein. Er erhielt eine erste Ausbildung im karolingischen Festungsbau und kam am 14. Januar 1713 in die Festung Nya Elfsborg. Carlberg wurde Leutnant im Regiment der „Bohuslän Dragoons“ und am 16. Mai 1718 Leutnant im norwegischen Festungsfeldstab der Bohuslän-Armee. Als Offizier der Armee des Königs Karl XII. erlebte er die Belagerung von Fredriksten bei Fredrikshald und da er beim Tod des Königs zugegen war, wurde er auserwählt den Leichnam des Königs zum Hauptquartier in Tistedalen zu überführen. Er hielt dieses Ereignis später in einem Bericht über das Unglück fest.
Im Jahr 1720 war er Leutnant in Göteborg und wurde dort am 10. Mai 1727 zum Stadtarchitekten und -ingenieur ernannt. Es folgte am 15. Oktober 1733 die Beförderung zum Hauptmann, am 23. Juli 1742 zum Major und Kommandeur und am 28. Februar 1754 zum Generalleutnant und Quartiermeister. Er war in den Jahren von 1755 bis 1764 zeitweise amtierender Gouverneur und Oberbefehlshaber. Am 7. August 1764 wurde er aus dem Amt des Obersts entlassen. Die Position als Stadtingenieur bekleidete Carlberg bis zu seinem Tod.
Als der ältere Bruder 1727 nach Stockholm berufen worden war, wurde Carlberg dessen Nachfolger als Stadtingenieur von Göteborg. Er leitete fast ein halbes Jahrhundert lang das Bau- und Bildungswesen seiner Heimatstadt. Dabei befasst er sich nicht nur mit Baufragen für Gebäude, sondern auch mit dem Straßen- und Brückenbau, der Landvermessung. Er ließ zahlreiche Straßen pflastern und kümmerte sich um die Erneuerung der Stadtbrücken durch die Verwendung von Stein und teilweise mit geschmiedeten Eisengeländern geschmückt. Um das Jahr 1740 ließ er den westlichen Hafenkanal durch einen teilweise überwölbten Kanal mit dem Stadtgraben verbunden. Von seinem Bruder hatte er das Bauprojekt für die neue Domkirche übernommen, der nach dem Brand im Jahr 1721 begonnen worden war. Er lieferte die Zeichnungen für das Dach, die Kuppel für den Turm und einen Teil der Innenausstattung.

## Ehrungen (Auswahl)
- 1748: Ritter des Schwertordens
- 1777: Mitglied der Königlichen Wissenschafts- und Literaturgesellschaft in Göteborg

## Familie
Carlberg war zweimal verheiratet:
- 17. Dezember 1722 mit Anna Dorotea (geborene Weber, † 11. Mai 1727) der Tochter des Kaufmanns Gerhard Weber.
  - Elisabeth Carlberg (1723–1778)
  - Johanna Christina Carlberg (1725–1804)
- 24. Juni 1729 mit Johanna Kristina „Jeanna Stina“ (geborene von Blessingh, 5. Mai 1714 – 21. Juni 1770), der Tochter des Festungskapitäns Johan Adam Blessingh, später geadelt „von Blessingh“.[4]
  - Johan Adam Carlberg (1732–1799)
  - Carl Wilhelm Carlberg (1746–1814)
  - Lovisa Carlberg (* 13. Dezember 1749) ⚭ mit Johan Friedrich Schuer
  - Ulrika Carlberg ⚭ Henric Liedin

Der Pfarrer der Deutschen Kirche in Göteborg, Johann Georg Marggraff (oder Margraff) (1679–1742), war sein Schwager, der am 28. April 1707 seine ältere Schwester Christina Carlberg (* 27. November 1685) geheiratet hatte.

## Werke (Auswahl)
- Im Auftrage des Kriegskollegiums fertigte er Zeichnungen für das Arsenal in Jönköping.
- Baumeister des Hauses der Ostindischen Kompanie in Göteborg (teilweise nach verbesserten Zeichnungen von Carl Hårleman).
- Dach und Kuppel der Domkirche, die 1802 durch Brand zerstört wurde.
- Umbauarbeiten an der Kirche von Örgryte
- Neubau eines Pfarrhauses für das städtische Krankenhaus
- Restaurierungsarbeiten am Rathaus der Stadt
- Einstöckiger Flügel für das „Königshaus“ der Residenz Göteborg

Schriften
- Sanfärdig berättelse af några få omständigheter som sig tilldrogo den natten då k. Carl XII i tranchén för Freiricheshall blef skjuten. In: Handlingar rörande Skandinaviens historia Teil 1, S. 177–198 (runeberg.org – Bericht über die Ereignisse beim Tod König Karls XII. im Schützengraben)
- Berättelse om hvad sig tildrog åren 1718–1719 efter Carl XII:s död, vid och under arméens retirerande utur Norrige. In: Handlingar rörande Skandinaviens historia Teil 2, S. 133–152 (runeberg.org – Bericht über die Ereignisse von 1718 bis 1719 nach dem Tod Karls XII. beim Rückzug aus Norwegen).